# Шульгин, Сергей Николаевич
Сергей Николаевич Шульгин (14 января 1956, Минусинск, Красноярский край — 11 ноября 2021, Москва) — советский и российский политический деятель, депутат Государственной Думы ФС РФ первого созыва (1993—1995)

## Биография
В 1978 году окончил Ленинградский финансово-экономический институт имени Н. А. Вознесенского по специальности «финансы и кредит».
С 1988 по 1991 год обучался в аспирантуре Академии общественных наук.
Кандидат экономических наук.
С 1984 по 1988 год — заведующий финотделом Архангельского горисполкома.
В 1991 году создал банк экономического развития «Гандвикбанк» (г. Архангельск) и стал его президентом.

### Депутат Государственной думы
С 1993 по 1995 год — депутат Государственной Думы РФ (Архангельский округ № 60). Был выдвинут блоком «Гражданский союз». Вошел во фракцию Партия российского единства и согласия (ПРЕС). Был членом Комитета по бюджету, налогам, банкам и финансам, председатель подкомитета по налоговому и таможенному законодательству.
На выборах в Государственную Думу второго созыва в 1995 году был выдвинут движением «Наш дом Россия» кандидатом по списку, № 3 в региональном списке по Архангельской области. Из списка выбыл до его регистрации. Выдвигался кандидатом в депутаты Государственной Думы по Архангельскому и. о. № 59. Выборы проиграл.
В 1999 году — утвержден заместителем министра в Министерство налогов и сборов.
С 2000 по 2002 год — член Комиссии правительства РФ по вопросам использования систем магистральных нефтегазопроводов и нефтепродуктопроводов.
В 2002 году — заместитель министра по налогам и сборам.
В 2003 году — член совет директоров «Агентства по страхованию вкладов».
С 2004 по 2011 год — заместитель руководителя Федеральной налоговой службы РФ. Координировал взаимодействие Федеральной налоговой службы с Министерством финансов Российской Федерации и иными государственными органами по вопросам налогового законодательства.
В апреле 2011 года руководитель Управления Федеральной налоговой службы России по Костромской области.
Действительный государственный советник Российской Федерации 2 класса.